# Pio Bartolucci Godolini
Pio Bartolucci Godolini Marchese di Castelletta (Sant'Elpidio a Mare, 22 marzo 1836 – Sant'Elpidio a Mare, 10 febbraio 1890) è stato un imprenditore, patriota e politico italiano.

## Biografia
Imparentato per parte di madre a papa Pio VII, pur crescendo in una famiglia di antica nobiltà pontificia fin da giovanissimo, crede nella causa dell'unificazione italiana. Nel 1860, caduto il potere pontificio, viene eletto capo della giunta provvisoria di governo che l'11 ottobre dello stesso anno saluta Vittorio Emanuele II in viaggio verso Napoli, nel 1866 prende parte come volontario alla terza guerra d'indipendenza. È stato il primo sindaco della sua città e presidente del consiglio provinciale di Ascoli Piceno nel biennio 1866-1867.
Liberale moderato di orientamento progressista, sempre vicino alle classi popolari, è stato fondatore e primo presidente della Cassa di risparmio di Sant'Elpidio a Mare, presidente del Pio ricovero per anziani, della Commissione per il collegio-convitto femminile, deputato del Corpo filarmonico municipale. Rappresenta la sua provincia in parlamento per cinque legislature disamorandosi poco alla volta della politica, che abbandona poco alla volta gli ideali garibaldini per darsi al conservatorismo monarchico. Rinuncia alla sesta candidatura per dedicarsi alle imprese agrarie di famiglia limitandosi all'impegno politico in comune col sostegno del movimento operaio locale.
Muore a soli 54 anni a causa della pandemia influenzale del 1890.